# Victoria Guerra
Victoria Deborah Lark Guerra (Loulé, São Clemente, 16 de Abril de 1989) é uma actriz e modelo portuguesa.

## Carreira
Estreou-se em Morangos com Açúcar com uma personagem cómica e de destaque na série. Em 2007, a atriz participou na telenovela Fascínios. Em 2009, participou em Flor do Mar, com o personagem "Olívia". Integrou o elenco de Mar de Paixão, onde interpretou "Elsa".
Em 2011, protagonizou Catarina e os Outros, de André Badalo, e participou na curta-metragem Yakun, do mesmo realizador. Em 2012, participou no filme/minissérie As Linhas de Wellington no papel de "Clarissa", tal como fez parte dos elencos do telefilme O Outro Lado da Mentira, da TVI, e da longa-metragem Videovigilância, da RTP1.
Participou na telenovela Dancin' Days, cujas gravações começaram em 2012, no papel de "Vera", uma rapariga que se torna toxicodependente, na SIC. Para a mesma estação, protagoniza em 2013 a novela Sol de Inverno, no papel de Matilde Bívar.  No mesmo ano assina um contrato de exclusividade com o canal.
Surgiu na capa da edição de Novembro de 2012 da revista GQ. Venceu o prémio de "Revelação do Ano" na XVIII Gala dos Globos de Ouros, em 19 de maio de 2013.
Em 2014, participou no filme Variações de Casanova, de Michael Sturminger, dando a vida a "Sophie". Também foi jurada do concurso Elite Model Look. No ano de 2015, gravou Cosmos, de Andrzej Zulawski e Amor Impossível, de António-Pedro Vasconcelos.
Em 2016, gravou o filme Refrigerantes e Canções de Amor, de Luís Galvão Teles, e À Jamais, de Benoît Jacquot. Também neste ano regressa à televisão com a participação na novela Amor Maior.
Em 2024, regressa à televisão para protagonizar a telenovela da SIC, A Promessa. A atriz deu vida à enfermeira Laura Rocha.

## Filmografia

### Televisão
| Ano         | Projeto                        | Papel                 | Notas                  | Canal |
| ----------- | ------------------------------ | --------------------- | ---------------------- | ----- |
| 2006 - 2007 | Morangos com Açúcar (4ª série) | Rute Baleizão         | Elenco Principal       | TVI   |
| 2007 - 2008 | Fascínios                      | Emilinha Amaral       | Elenco Principal       | TVI   |
| 2008 - 2009 | Flor do Mar                    | Olívia Neto           | Elenco Principal       | TVI   |
| 2010 - 2011 | Mar de Paixão                  | Elsa Tavares          | Elenco Principal       | TVI   |
| 2012 - 2013 | Dancin' Days                   | Vera Dias             | Elenco Principal       | SIC   |
| 2013 - 2014 | Sol de Inverno                 | Matilde Bívar         | Elenco Principal       | SIC   |
| 2013        | Odisseia                       | Nastasha Kinski       | Atriz convidada        | RTP1  |
| 2014        | Os Filhos do Rock              | Groupie               | Elenco adicional       | RTP1  |
| 2016 - 2017 | Amor Maior                     | Diana Almeida         | Elenco principal       | SIC   |
| 2017 - 2018 | País Irmão                     | Susana                | Elenco principal       | RTP1  |
| 2018 - 2022 | Três Mulheres                  | Snu Abecassis         | Protagonista           | RTP1  |
| 2018 - 2019 | Alma e Coração                 | Marta Sousa Melo      | Elenco principal       | SIC   |
| 2020        | A Generala                     | Beatriz Alves Canário | Co-Protagonista (OPTO) | SIC   |
| 2020        | Auga Seca                      | Teresa                | Protagonista           | RTP1  |
| 2021        | Glória                         | Mia                   | Elenco principal       | RTP1  |
| 2022        | O Ano da Morte de Ricardo Reis | Marcenda              | Elenco principal       | RTP1  |
| 2023 - 2024 | Papel Principal                | Vera Nascimento       | Co-antagonista         | SIC   |
| 2024 - 2025 | A Promessa                     | Laura Rocha           | Protagonista           | SIC   |
| 2025        | A Máscara (5.ª temporada)      | Camaleão              | Participação especial  | SIC   |

### Cinema
| Ano  | Título                          | Papel                           |
| ---- | ------------------------------- | ------------------------------- |
| 2012 | Linhas de Wellington            | Clarissa                        |
| 2013 | RPG                             | Condutora                       |
| 2014 | Variações de Casanova           | Sophie                          |
| 2015 | Cosmos                          | Lena                            |
| 2015 | Amor Impossível                 | Cristina                        |
| 2016 | Refrigerantes e Canções de Amor | Susana / Dinossaura cor-de-rosa |
| 2016 | À Jamais                        | Marie                           |
| 2018 | Aparição                        | Sofia                           |
| 2018 | O Caderno Negro                 | Marie Antoinette                |
| 2019 | Variações                       | Rosa Maria                      |
| 2019 | A Herdade                       | Catarina Lopo Teixeira          |

### Videojogos
| Ano  | Título                | Papel | Notas                                |
| ---- | --------------------- | ----- | ------------------------------------ |
| 2018 | Detroit: Become Human | Kara  | Dobragem (voz) da versão portuguesa. |

## Prémios
| Ano  | Prémio                                 |
| ---- | -------------------------------------- |
| 2013 | Globo de Ouro - Revelação do ano       |
| 2013 | Melhor Atriz - Shortcutz Lisboa 2012   |
| 2016 | Prémios Sophia - Melhor Atriz          |
| 2016 | Globo de Ouro - Melhor Atriz de Cinema |